# Arisaema flavum
Arisaema flavum är en kallaväxtart som först beskrevs av Peter Forsskål, och fick sitt nu gällande namn av Heinrich Wilhelm Schott. Arisaema flavum ingår i släktet Arisaema och familjen kallaväxter.

## Underarter
Arten delas in i följande underarter:
- A. f. flavum
- A. f. tibeticum

## Bildgalleri

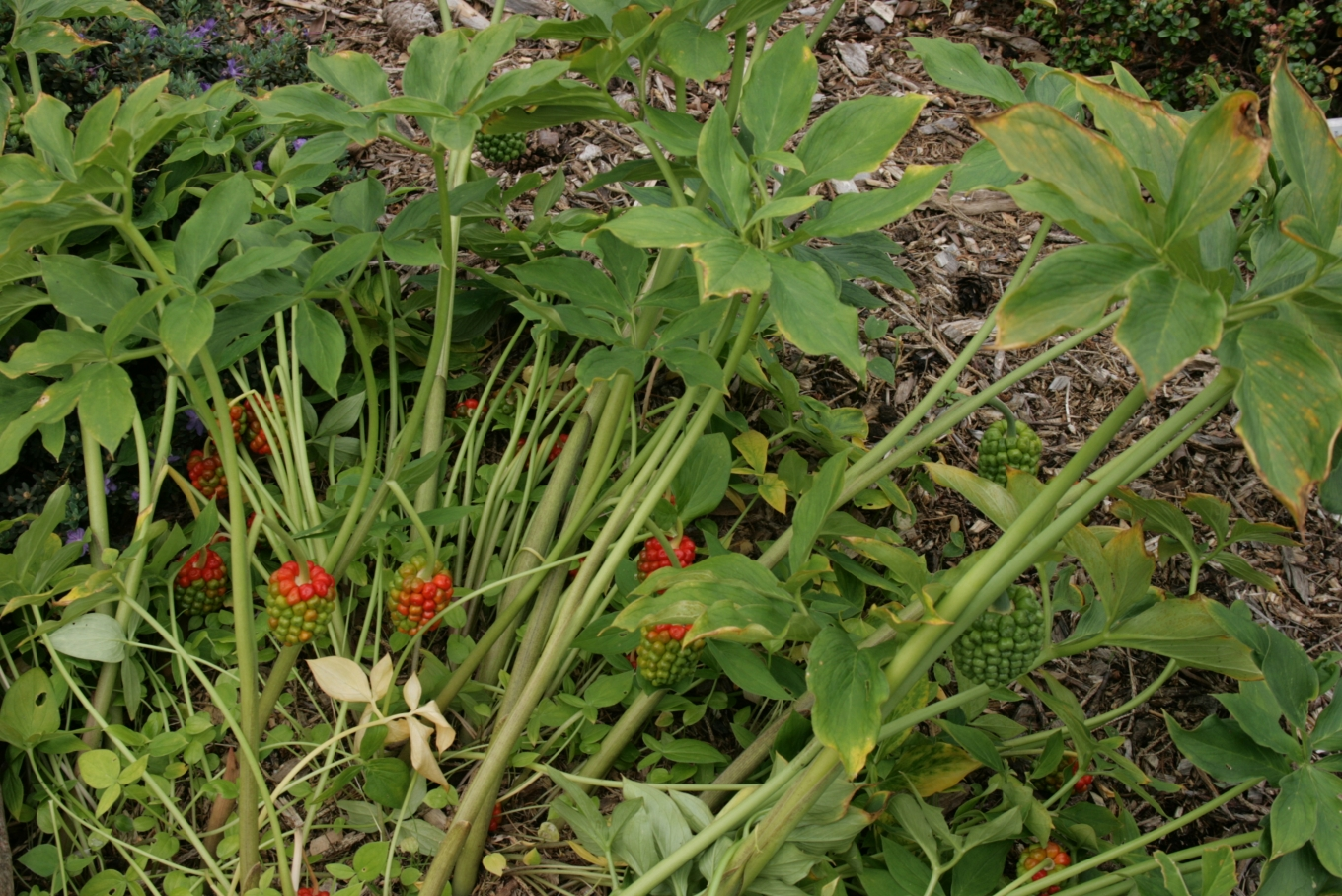